# Corniglia
Corniglia – miejscowość w gminie Vernazza we Włoszech, w prowincji La Spezia w regionie Liguria. Stanowi część Cinque Terre.

## Historia i opis
Corniglia znajduje się w odległości 2,59 km od Vernazzy. Położona jest 93 m n.p.m. i liczy 239 mieszkańców. Nie ma zgody co do pochodzenia nazwy miejscowości; zdaniem niektórych ma ona rzymski rodowód. Dowodu na to nie ma, natomiast faktem jest, iż miejscowość była znana w średniowieczu na dworach europejskich z powodu wytwarzanego tu wina wysokiej jakości. Corniglia jest jedyną z miejscowości tworzących Cinque Terre, która nie leży bezpośrednio na wybrzeżu. Jest położona na wzniesieniu, a dotrzeć do niej można pieszo po pokonaniu 377 stopni schodów lub dojechać autobusem od dworca drogą via della Stazione. Miejscowość dzieli się na dwie części. Na prawo od placu z przystankiem autobusowym znajduje się kościół San Pietro z 1334 roku oraz jeden z najstarszych w miejscowości tzw. domów wieżowych (case torri). Po lewej stronie placu znajduje się historyczne centrum Corniglii, a w nim placyk Largo Terraggio z rzeźbą dedykowaną poległym w II wojnie światowej oraz położony za placykiem niewielki kościół Santa Caterina, będący oratorium konfraterni Disciplinati. Za kościołem znajduje się punkt widokowy zarówno na samą Corniglię jak i na okoliczne miejscowości wchodzące w skład Cinque Terre, a także na położone na zboczach gór winnice, ogrody i sady cytrusowe.